# Ria Ahlers
Maria (Ria) Ahlers (Groningen, 20 juli 1954) is een Nederlandse voormalige atlete, die zich in haar juniortijd aanvankelijk als meerkampster manifesteerde, maar zich in de loop van haar atletiekloopbaan vooral toelegde op het hoogspringen. Zij nam tweemaal deel aan de Olympische Spelen.

## Loopbaan
Ria Ahlers vertegenwoordigde Nederland op de Olympische Spelen van München in 1972 en de Olympische Spelen van Montreal in 1976 op haar specialiteit. Bij de Nederlandse kampioenschappen in 1972, 1973 en 1976 werd Ahlers Nederlands kampioene hoogspringen.

## Nederlandse kampioenschappen
Outdoor
| Onderdeel    | Jaar             |
| ------------ | ---------------- |
| hoogspringen | 1972, 1973, 1976 |

## Persoonlijke records
Outdoor
| Onderdeel    | Prestatie | Datum       | Plaats   |
| ------------ | --------- | ----------- | -------- |
| hoogspringen | 1,87 m    | 20 mei 1976 | Dresden  |
| verspringen  | 5,82 m    | 2 juli 1972 | Papendal |
| vijfkamp     | 4149 p    | 2 juli 1972 | Papendal |

Indoor
| Onderdeel    | Prestatie      | Datum            | Plaats  |
| ------------ | -------------- | ---------------- | ------- |
| hoogspringen | 1,86 m (ex-NR) | 21 februari 1976 | München |

## Palmares

### hoogspringen
- 1972:  NL – 1,82 m
- 1972: 16e OS – 1,79 m
- 1973:  NL – 1,75 m
- 1975:  NL – 1,83 m
- 1976:  NL – 1,80 m
- 1976: 12e OS – 1,84 m